# Torchamp
Torchamp (tɔʁ.ʃɑ̃ⓘ) es una población y comuna francesa, situada en la región de Baja Normandía, departamento de Orne, en el distrito de Alençon y cantón de Passais.

## Demografía
| 462 | 413 | 379 | 368 | 331 | 283 |
| Para los censos de 1962 a 1999 la población legal corresponde a la población sin duplicidades (Fuente: INSEE [Consultar]) |     |     |     |     |     |